# Laura Marling
Laura Marling (* 1. února 1990, Eversley) je britská zpěvačka a kytaristka. Svou kariéru zahájila v roce 2006 jako členka skupiny Noah and the Whale. Své první sólové album nazvané Alas, I Cannot Swim vydala v roce 2008 a do roku 2017 vydala dalších pět. V roce 2007 zpívala v písní „Suspicious Eyes“ z alba Ten New Messages skupiny The Rakes. Je držitelkou řady cen, jako například BRIT Awards a získala také nominaci na cenu Mercury Prize. V roce 2018 navázala spolupráci s Mikem Lindsaym z folkové skupiny Tunng, když jako LUMP vydali eponymní album a o tři roky později vyšlo jejich druhé album Animal.

## Diskografie
- Alas, I Cannot Swim (2008)
- I Speak Because I Can (2010)
- A Creature I Don't Know (2011)
- Once I Was an Eagle (2013)
- Short Movie (2015)
- Semper Femina (2017)
- Song for Our Daughter (2020)

### LUMP
- LUMP (2018)
- Animal (2021)